# More Than You Know (джазовый стандарт)
«More Than You Know» (с англ. — «Больше, чем ты знаешь») — популярная песня, написанная Винсентом Юмансом на слова Билли Роуза и Эдварда Элиску. Песня была опубликована в 1929 году.
Песня была представлена в бродвейском мюзикле «Великий день», где её исполнила Мэйо Мето. Она также была популяризирована на сцене и радио Джейн Фроман. Самыми популярными современными записями были Хелен Морган и Либби Холман. Она была записана многими исполнителями, включая Энн-Маргрет, Милдред Бейли, Каунта Бейси, Шер, Эллу Фицджеральд, Сару Воан, Перри Комо, Бинга Кросби и Фрэнка Синатру.
Впоследствии песня была использована в трёх музыкальных фильмах: «Аврал на палубе» (1955) в исполнении Тони Мартина, «Смешная леди» (1975) в исполнении Барбры Стрейзанд (которая впервые записала её для своего студийного альбома Simply Streisand 1967 года), и «Знаменитые братья Бейкеры» (1989) в исполнении Мишель Пфайффер.